# Coracina welchmani
A Coracina welchmani a madarak osztályának verébalakúak (Passeriformes) rendjébe és a tüskésfarúfélék (Campephagidae) családjába tartozó faj.

## Rendszerezése
A fajt Henry Baker Tristram angol ornitológus írta le 1892-ben, a Graucalus nembe Graucalus (Artamides) welchmani néven.

## Alfajai
- Coracina welchmani amadonis A. J. Cain & I. C. J. Galbraith, 1955
- Coracina welchmani bougainvillei (Mathews, 1928)
- Coracina welchmani kulambangrae Rothschild & Hartert, 1916
- Coracina welchmani welchmani (Tristram, 1892)[2]

## Előfordulása
A Salamon-szigeteken és Pápua Új-Guinea keleti részén honos. Természetes élőhelyei a szubtrópusi vagy trópusi mangroveerdők, síkvidéki és hegyi esőerdők, valamint szántóföldek. Állandó, nem vonuló faj.

## Megjelenése
Testhossza 33 centiméter, testtömege 133-165 gramm.

## Természetvédelmi helyzete
Az elterjedési területe nagyon nagy, egyedszáma ugyan csökken, de még nem éri el a kritikus szintet. A Természetvédelmi Világszövetség Vörös listáján nem fenyegetett fajként szerepel.